# 灰毛山梅花
灰毛山梅花（学名：Philadelphus henryi var. cinereus）为虎耳草科山梅花属下的一个变种。

## 扩展阅读
- 維基物種上的相關：灰毛山梅花